# 出口導向時期

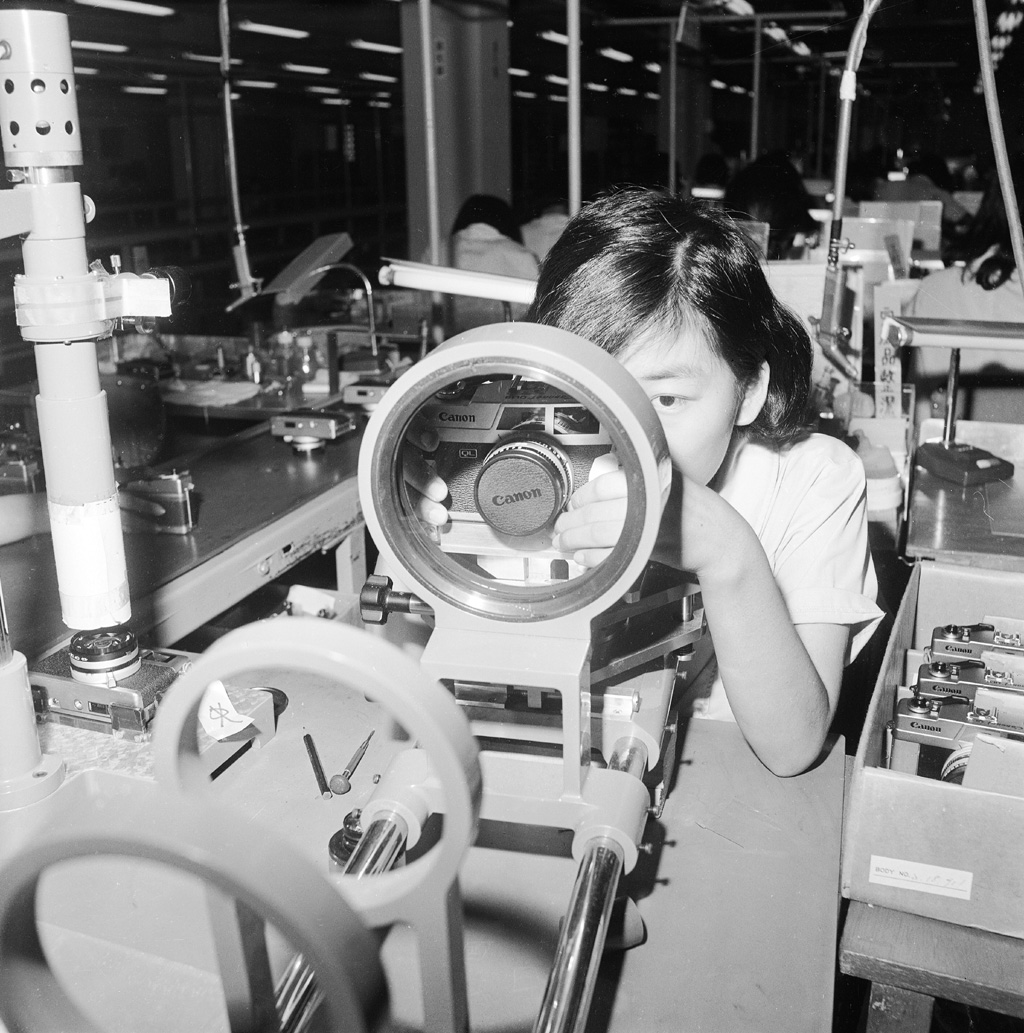
一名台灣佳能員工正在檢視產品性能，攝於1971年。

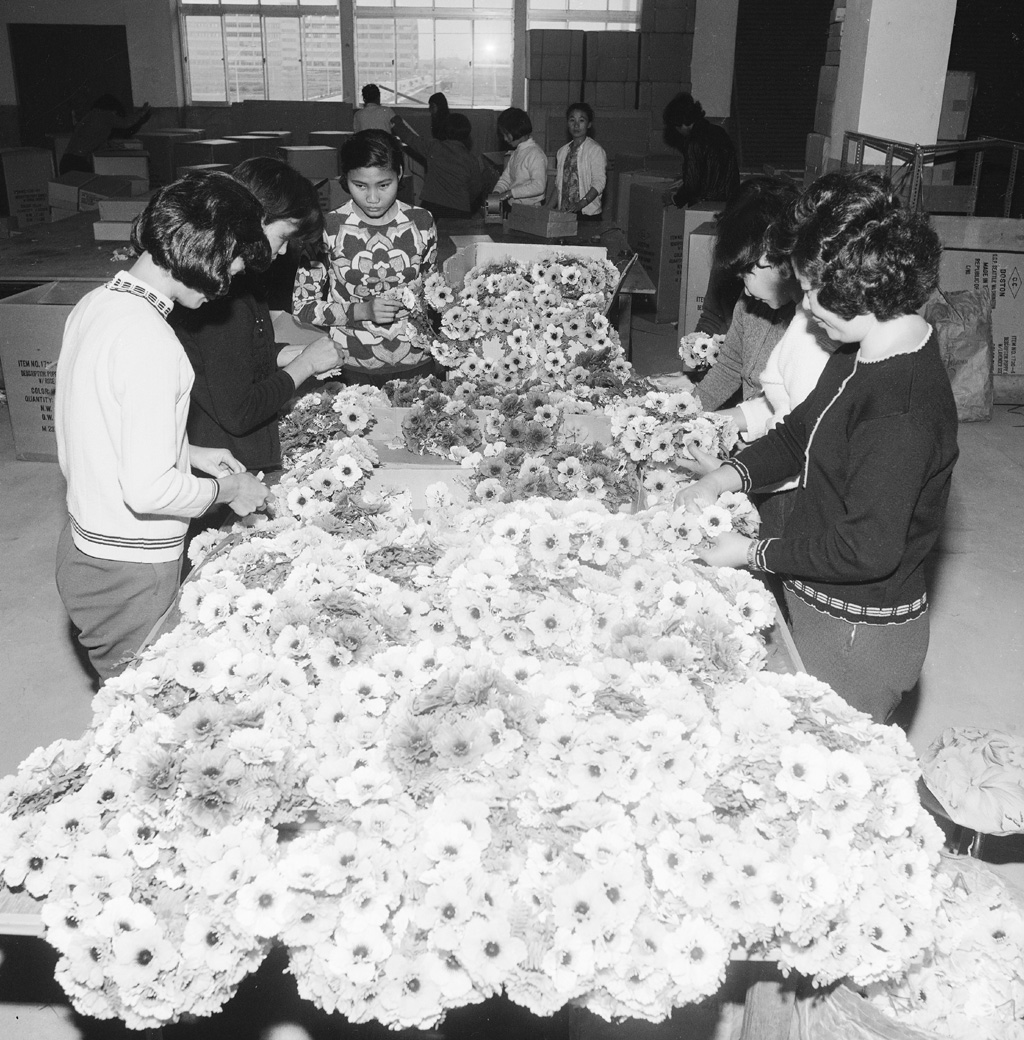
正在將塑膠花進行分裝打包的員工們，攝於1971年。

出口導向時期，又稱出口擴張時期，是指中華民國在1961年至1972年期間以擴張出口貿易為導向的工業化時期。

## 沿革
中華民國政府曾在1950年代推動進口替代工業化政策，但是由於國內市場飽和，使得以內銷為主要的產業開始面臨生產過剩的問題。為解決此一問題，中華民國政府開始採用出口貿易導向政策，增進臺灣經濟。
1960年代，美國等先進工業化國家境內工廠因面臨工資上漲之壓力而紛紛將勞力密集產業外移；尹仲容、嚴家淦等技術官僚為吸引外資而決定在人員和金融流動尚未完全自由化的限制下採取自由貿易、獎勵出口等政策，並藉此由出口帶動生產。
- 1958年，中華民國政府公布外匯貿易方案，決定恢復單一匯率並且放寬進口管制。

- 1959年至1960年，中華民國政府實施諸多獎勵出口政策辦法，並修正其經貿法令和相關制度。

- 1959年底，有關當局制定十九點財經改革措施，採取較自由的經貿政策、降低關稅、放寬進口、單一匯率等改革。

- 1960年，有關當局頒布《獎勵投資條例》，期望藉由減免租稅之獎勵吸引國外資本進行投資和技術合作。

- 1962年，有關當局開始推動品管制度，以藉簡化出口檢驗程序提升整體外銷競爭力。

- 1963年，臺灣地區出口貿易產生戰後首次出超，並因此開始產生外匯儲備，使得自出口導向獲得的資金成為往後臺灣更進一步工業化的資源；同年，工業佔臺灣國民經濟之比重已逐漸超過農業，電器、紡織、塑膠等輕工業快速成長。

- 1966年，經濟部等有關單位先後在高雄、楠梓和臺中陸續成立加工出口區，並藉此獲得大量海外投資；農業技術改良更使得約100萬農村過剩勞動人口成為相關出口產業之主要勞動力來源。

- 1968年，當局依行政院賦稅改革委員會建議修訂《獎勵投資條例》，以藉獎勵資本折舊鼓勵公司股票上市。

- 1969年，中華民國經濟部在其下設立經濟部國際貿易審議委員會與經濟部國際貿易局，並在1970年與工商業界共同成立中華民國對外貿易發展協會。

此時，臺灣藉上述政策實施成為美國及日本之加工製造基地；該二國之投資金額加總即占所有在臺投資金額60%左右，並因此導致臺灣對於日本產生巨額入超及對美國產生巨額出超。1963年至1996年期間，臺灣平均經濟成長率超過9%；1960年代後直到第一次石油危機為止，臺灣長期保持年均兩位數以上之經濟成長率。